# Le Dernier Slow
Le Dernier Slow est une chanson de Joe Dassin, parue en single en 1979. Elle s'est écoulée à plus de 300 000 exemplaires en France.
C'est une adaptation française de la chanson Blu, écrite et initialement interprétée en 1978 par le chanteur italien Angeleri,.

## Développement et composition
La chanson originale a été écrite par Luciano Angeleri lui-même. Elle était adaptée en français par Pierre Delanoë et Claude Lemesle.  L'enregistrement de Joe Dassin a été produit par Jacques Plait
.

## Liste des pistes
Single 7" 45 tours (1979, CBS 7470)
1. Le Dernier Slow (3:30)
2. Tellement bu, tellement fumé (2:55)[1]

## Classements
| Classement (1979) | Meilleure position |
| ----------------- | ------------------ |
| France (IFOP)     | 4                  |

## Autres reprises
La chanson a été également reprise en néerlandais en 1979 par Benny Neyman (en) sous le titre Droom,.